# 濮登博
濮登博（德語：Theodor Buddenbrock；1878年6月12日—1959年1月18日），是天主教德國籍主教及聖言會會士。曾任蘭州總教區總主教（1924年-1959年）。

## 生平
濮登博出生於1878年6月12日，在德意志帝國北萊茵-威斯特法倫州哈爾滕。1901年，他22歲時加入聖言會。1905年2月24日，濮登博在26歲時晉鐸，同年6月7日赴中國傳教。1922年4月14日，出任甘肅聖言會會長。
1924年11月25日，濮登博在46歲時獲時任教宗庇護十一世任命為甘肅西境宗座代牧區宗座代牧，領銜土耳其伊蘇斯教區主教。同年12月3日，宗座代牧區以教座所在地蘭州改名為蘭州府宗座代牧區。
1925年6月7日，濮登博在山東兗州天主聖神主教座堂由宗座駐華剛恆毅總主教主禮，山東省兗州府宗座代牧韓寧鎬主教、濟南府宗座代牧瑞明軒主教襄禮祝聖晉牧。
1946年4月11日，聖座在中國設立聖統制，蘭州宗座代牧區升格為蘭州總教區。濮登博出任蘭州總教區首任正權總主教。
1949年10月1日，中國共產黨在中國大陸地區建立中華人民共和國，並開始針對天主教進行宗教迫害及打壓，教會已經無法正常功能。1950年，濮登博總主教和趙承明副主教被捕。1952年或1953年4月14日，濮總主教與其他外籍傳教士被中國政府驅逐出境。
1953年6月17日，濮登博總主教獲德國聯邦政府榮譽十字獎章。1959年1月18日，濮登博總主教在西德北萊茵-西法倫菲爾森郡菲爾森去世，年80歲。